# Leptogaster triangulata
Leptogaster triangulata là một loài ruồi trong họ Asilidae. Leptogaster triangulata được Williston miêu tả năm 1901. Loài này phân bố ở vùng Tân nhiệt đới.